# Exegese bíblica (teologia)
A exegese bíblica é o estudo e a investigação crítica das escrituras bíblicas que procura discernir e discriminar julgamentos sobre essas escrituras.
A crítica histórico-literária aborda e trata a Bíblia sob uma perspectiva secular ou acadêmica. As Escrituras são tratadas como qualquer outra obra de literatura, utilizando-se de métodos e informações da arqueologia, história, antropologia, sociologia, linguística e baixa crítica etc. Desta forma, caracteriza-se de modo geral, por não partir do dogma da inspiração e inerrância bíblica para efetuar suas análises.
A crítica histórico-literária é uma abordagem das Ciências Bíblicas (em inglês, Bible Scholarship ou Bible Studies), a qual não se confunde com teologia, formação pastoral ou ciências da religião. No Brasil não há cursos de graduação para o exame não denominacional da Bíblia, sendo o livro pesquisado em cursos confessionais de teologia, letras ou história.

## Doutrina
Os estudos críticos da Bíblia aplicam o rigor historiográfico a este livro. Uma divisão ainda existe entre a crítica histórica e a crítica literária. A crítica histórica procura localizar o texto na história, procurando esclarecer como quando o texto foi escrito, quem poderia ter sido o autor  e que história podemos reconstruir a partir dos questionamentos do texto. A crítica literária pergunta qual era a audiência para a qual o autor escreveu, seus propósitos e o desenvolvimento do texto no tempo.
A crítica histórica foi a forma dominante de crítica até o fim do século XX, quando os críticos bíblicos acabaram se interessando mais por questões ligadas ao significado do texto, suas origens e métodos de desenvolvimento, com base na crítica literária tradicional. A distinção entre essas abordagens é, normalmente, entendida como uma diferença entre uma visão diacrônica e uma visão sincrônica dos textos.
No século XX, o advento de novas ciências — a arqueologia, a linguística, a antropologia — e de novos paradigmas de crítica literária — a semiologia, a resposta do leitor, a desconstrução, a narratologia — a hermenêutica bíblica contemporânea passou a valorizar as leituras contextuais e canônicas. Consequentemente, com essa abordagem interdisciplinar e focada no leitor e nem tanto no texto, a crítica histórico-literária passou a servir como uma etapa na leitura compreensiva da Bíblia.

## História

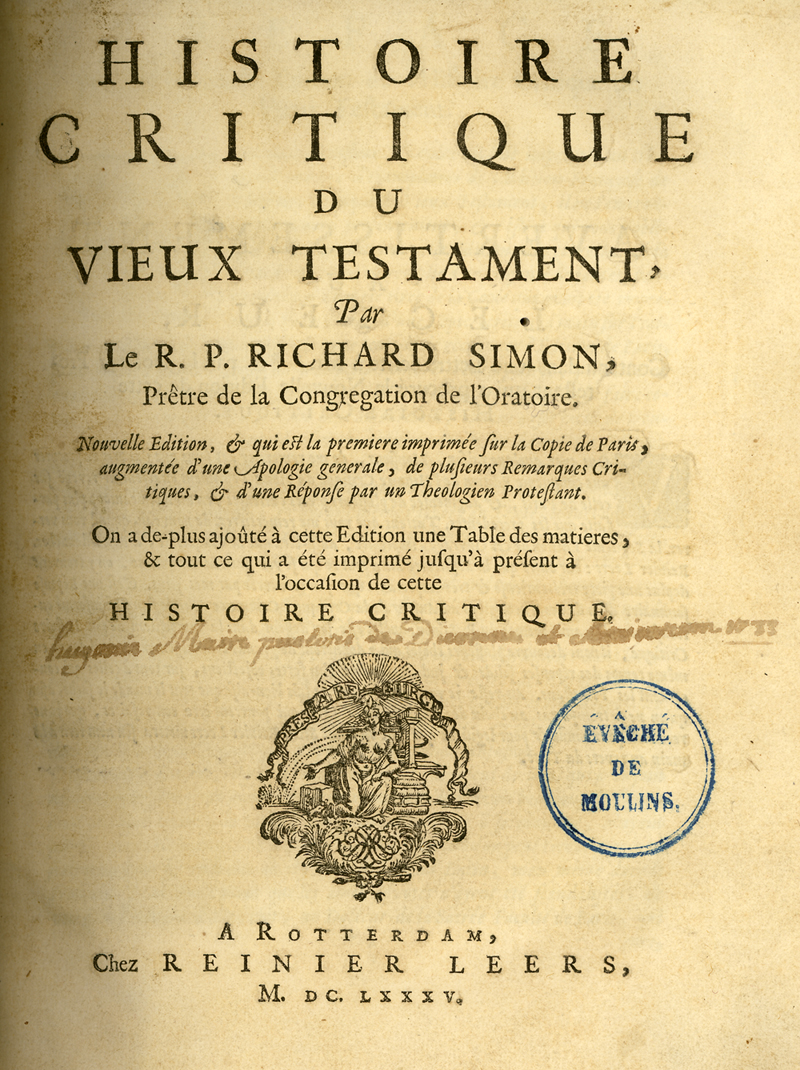
A “História Crítica” de Richard Simon, uma das obras responsáveis por derrubar o consenso tradicional de que Moisés fora autor do Pentateuco. O próprio Pentateuco nunca afirma ter sido escrito por Moisés, e mesmo os textos posteriores se referem aos supostos textos mosaicos de forma vaga.

O exame filológico da Bíblia remonta da Antiguidade. Estudiosos como Orígenes de Alexandria, Jerônimo, Teodoro de Mopsuéstia, Ibn Ezra, avançaram em estudos textuais, históricos e críticos das Escrituras. No Renascimento e Reforma, houve uma profusão de estudos filológicos das Escrituras, por exemplo, com Erasmo de Roterdã, principalmente para produzir edições impressas e versões traduzidas às línguas vernáculas.
Alinhados com o método filológico em voga, reformadores com Lutero, Zuínglio e Calvino abraçaram o método crítico, primando por uma produção teológica fundada em bases literárias, históricas e críticas. Lutero, em seu processo de tradução da Bíblia, discutiu a canonicidade e a diferença entre homologoumena e antilegomena, debate continuado por M. Chemnitz e M. Flacius. Zuínglio, um estudioso da retórica, empregou essas ferramentas para concluir que as palavras da Ceia do Senhor seria uma metonímia, dando um caráter memorialista de sua celebração. Calvino constantemente repreendia, insultava e rejeitava seus competicores exegéticos pela ignorância das artes e ciências mediadas pela literatura grega e latina.
Na esteira do exame filológico renascentista das Escrituras, surge uma tendência de separar pressupostos teológicos de seu escrutínio histórico e literário. Assim, nasce a crítica bíblica, tratando textos bíblicos como artefatos naturais ao invés de artefatos sobrenaturais, sob um paradigma do racionalismo dos séculos XVII e XVIII.
A crítica do Antigo e do Novo Testamento se originou no racionalismo dos séculos XVII e XVIII e se desenvolveu no contexto da abordagem científica das disciplinas humanas (especialmente da História) que cresceu por volta do século XIX. Estudos do Antigo e do Novo Testamento foram, normalmente, independentes uns dos outros, principalmente devido à dificuldade dos estudiosos de concentrar a erudição em línguas e conhecimento cultural necessário referentes aos períodos de todos os textos envolvidos.
No século XIX os estudos críticos da Bíblia se dividiu entre a Alta crítica, isto é, o estudo da composição e história dos textos bíblicos, e a Baixa crítica, a análise crítica dos textos visando estabelecer sua leitura correta ou original. Com a modernidade, a busca pela objetividade interpretativa resultou em dois métodos: o método histórico-crítico, em continuação da leitura filológica da era dos reformadores e que adotou a crítica histórico-literária; e o método histórico-gramatical principalmente entre círculos fundamentalistas protestantes. Os adeptos do método histórico-gramatical rejeitariam a metodologia, pressupostos e conhecimentos oriundos da crítica histórico-crítica.

### Antigo Testamento (ou Bíblia Hebraica)[nota 1]
A crítica bíblica moderna da Bíblia Hebraica começa no século XVII com filósofos e teólogos (Thomas Hobbes, Benedito Spinoza, Richard Simon e outros) que começaram a se perguntar quais seriam as origens do texto bíblico, especialmente do Pentateuco (os primeiros cinco livros do Antigo Testamento: Gênesis, Êxodo, Levítico, Números e Deuteronômio). Eles questionaram especificamente quem teria escrito esses livros: de acordo com a tradição, o autor teria sido Moisés, mas esses críticos encontraram contradições e inconsistências no texto que, de acordo com eles, tornavam a autoria mosaica improvável. No século XVIII, Jean Astruc (1684–1766), um médico francês, tentou refutar essas críticas. De acordo com ele, as contradições e inconsistências presentes no texto bíblico eram resultado de adições posteriores ao texto, que teriam se mesclado às escrituras originais de Moisés.
Ironicamente, o método de Astruc foi empregado por estudiosos alemães como Gottfried Eichhorn (1752–1827) e Wihelm Martin Leberecht de Wette (1780–1849) num movimento que ficou conhecido como Alta crítica, culminando com o desenvolvimento de teorias explicativas para o Pentateuco como um documento humano multifacetado. Essa escola encontrou seu apogeu com a síntese impactante de Julius Wellhausen (1844-1918) na década de 1870, quando pareceu a muitos que a Bíblia havia sido plenamente decifrada como documento humano.
As implicações da “Alta Crítica” não foram bem-vindas por muitos estudiosos religiosos, muito menos pela Igreja Católica. O Papa Leão XIII (1810-1903) condenou o estudo secular da Bíblia em sua encíclica Providentissimus Deus; mas em 1943 o Papa Pio XII deu licença aos novos eruditos em sua encíclica Divino Afflante Spiritu. De acordo com ele: “A crítica textual… [é] bem empregada no caso dos Livros Sagrados… Deixe o intérprete, então, com todo o cuidado e sem negligenciar nenhuma luz derivada da pesquisa recente, procurar determinar o caráter e as circunstâncias particulares ao escritor sagrado, a época em que ele viveu, as fontes escritas ou orais às quais ele teve recurso e as formas de expressão empregadas.” Hoje o Catecismo moderno mantém essa posição.

### Novo Testamento

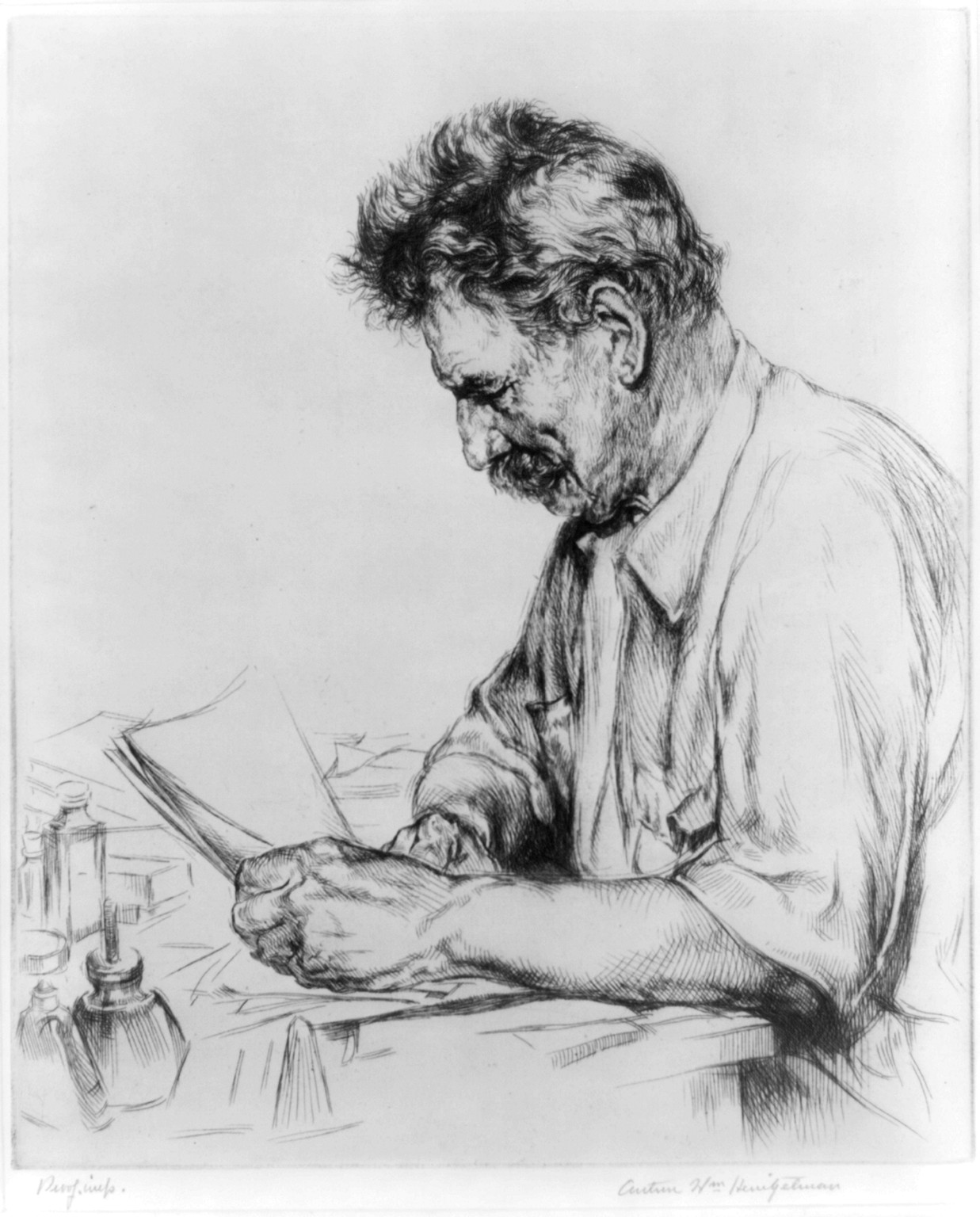
Albert Schweitzer (1875-1965). Seu livro “A Busca pelo Jesus Histórico” (1906) demonstrou que as biografias de Jesus eram reflexos dos contextos históricos e sociais dos próprios autores.

A figura mais importante da crítica ao Novo Testamento foi Hermann Samuel Reimarus (1694–1768), que aplicou a ele a metodologia dos estudos textuais do grego e do latim e se convenceu de que muito pouco do que era dito poderia ser aceito como verdade incontroversa. As conclusões de Reimarus apelaram ao racionalismo dos intelectuais do século XVIII, e foram profundamente turbulentas para os crentes contemporâneos. No século XIX trabalhos importantes foram realizados por David Strauss, Ernest Renan, Johannes Weiss, Albert Schweitzer e outros, todos tendo investigado o “Jesus histórico” a partir das narrativas dos evangelhos. Num campo diferente, o trabalho de H. J. Holtzmann foi significativo: ele estabeleceu uma cronologia para a composição dos vários livros do Novo Testamento que formaram a base para a pesquisa futura no assunto, e estabeleceu a hipótese das duas fontes (a hipótese de que os evangelhos de Mateus e Lucas são derivados do evangelho de Marcos e um outro documento hipotético chamado de “Fonte Q ”). Pela primeira metade do século XX uma nova geração de estudiosos, incluindo Karl Barth e Rudolph Bultmann, na Alemanha, Roy Harrisville e outros na América do Norte, decidiram que a busca do Jesus Histórico havia atingido um beco sem saída. Barth e Bultmann aceitaram que pouco poderia ser dito com certeza sobre o Jesus histórico, e concentraram suas atenções na mensagem do Novo Testamento de forma geral. As questões que eles colocaram foram: Qual foi a mensagem principal de Jesus? Como essa mensagem  se relaciona ao Judaísmo? Por acaso essa mensagem fala à realidade de hoje?
A descoberta dos Manuscritos do Mar Morto em 1948 revitalizou interesses na possível contribuição que a arqueologia poderia fornecer para ajudar a compreender o Novo Testamento. Joachim Jeremias e C. H. Dodd produziram estudos lingüísticos que tentaram sistematicamente identificar camadas nos evangelhos que pudessem ser atribuídas a Jesus, aos autores, e à Igreja Primitiva; Burton Mack e John Dominic Crossan expuseram o meio social da Judéia do século I; e os estudiosos de Seminário Jesus procuraram verificar o que poderia ser considerado histórico nos evangelhos.
Hoje as atenções dos críticos estão voltadas particularmente para as raízes “judaicas” do Jesus histórico, e sua formação nas tendências políticas e religiosas do primeiro século na Palestina (Bruce Chilton, Geza Vermes, Marcus Borg, entre outros).

## Métodos e perspectivas

### Crítica textual
A Crítica textual divide-se em Alta Crítica e Baixa Crítica, embora essa última seja frequentemente chamada simplesmente de "crítica textual".

A Alta crítica era uma abordagem que tratava de responder a questões tais como: quando e onde um texto particular se originou; como, por quais razões, por quem, para quem e em que circunstâncias foi produzido; que influências se expressam em sua produção; que fontes documentais foram usadas em sua composição; e qual a mensagem que o texto procura passar. Em contraste com a Baixa crítica, o foco da Alta crítica está no estudo dos autores dos textos bíblicos, tempo, lugar em que foi escrito, seu processo de formação editorial, fontes documentais, sua transmissão histórica e o contexto de formação, denominado Sitz im Leben.
Desde o início do século XX, a Alta crítica foi paulatinamente substituída por campos especializados, a saber, a crítica das fontes, a crítica das formas, a crítica das tradições e a crítica de redação.
Já a crítica textual ou Baixa crítica (manuscritologia bíblica) se interessa pelo texto em si mesmo, incluindo a investigação paleográfica do significado das palavras e a forma como são usadas, a história da transmissão, preservação e integridade do texto em si.  A  Baixa crítica se refere à análise do texto em si para identificar sua proveniência ou traçar sua história. Ela se baseia no fato de que erros inevitavelmente aparecem nos textos conforme gerações de escribas reproduzem outros manuscritos. Por exemplo, Josefo empregou escribas para copiar sua obra Antiguidades Judaicas. Conforme os escribas copiavam as Antiguidades, eles cometiam erros. As cópias dessas cópias também traziam erros. Os erros tendem a formar “famílias” de manuscritos: o escriba produz erros que não estão no manuscrito do escriba B, e com o tempo as “famílias” dos textos descendendo de A e B divergirão ainda mais e mais conforme os erros são introduzidos por escribas tardios, mas serão sempre identificáveis como descendendo um do outro. A crítica textual estuda as diferenças entre essas famílias para formular uma boa ideia de como se parecia o texto em suas diferentes fases. Quanto mais cópias sobrevivem, mais precisa é a reconstrução da crítica.
A crítica textual é uma disciplina rigorosamente objetiva, que utiliza uma série de metodologias especializadas, incluindo ecleticismo, edição ecdótica e cladística.
Esses termos estão praticamente em desuso atualmente, e a crítica contemporânea assistiu à emergência de novas perspectivas que se baseiam em abordagens literárias e sociológicas, na busca do significado dos textos.

### Crítica das fontes
A crítica das fontes [en] é a busca de fontes originais que estão por trás de um dado texto bíblico. Na crítica bíblica, essa forma de crítica encontra sua mais nítida manifestação na hipótese documental de Wellhausen que, ao contrário do que dizem alguns autores, está ainda muito viva na interpretação da Bíblia, embora tenha sido reinterpretada à luz das descobertas de Van Setters. A hipótese documentária propõe, a partir de análises rigorosas e sistemáticas, que a Bíblia é um produto da junção de fontes diversas de diferentes épocas e regiões para formar um manuscrito final editado por uma tradição tardia.

### Crítica histórica

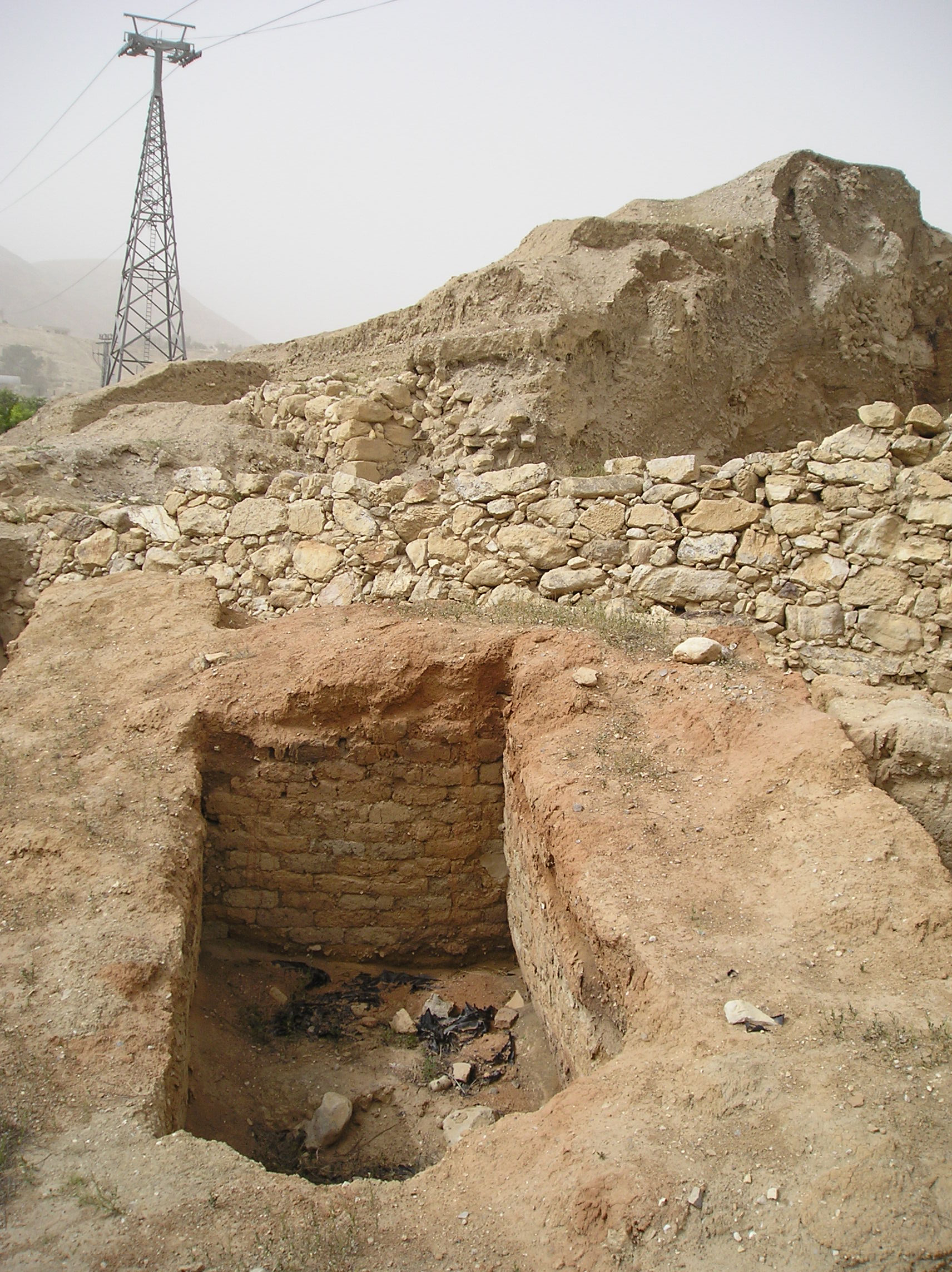
Sítio arqueológico de Jericó. Ao contrário do que diz o relato bíblico, a cidade não tinha muralhas.

O consenso historiográfico hoje é de que a Bíblia é um documento como outro qualquer para a construção da história dos hebreus. Portanto, do ponto de vista historiográfico, a leitura da Bíblia envolve a mobilização de instrumentos de crítica que ajudem a ler o documento de forma objetiva – procedimento igualmente aplicado a qualquer tipo de estudo histórico. Como afirmou Herbert Niehr: “Como é o caso em todas as análises historiográficas, a história não pode ser simplesmente encontrada nas fontes. As fontes apenas providenciam o material a ser explorado. Para escrever historiografia ou história de uma religião não é suficiente recontar as fontes.”  Grande parte do debate entre maximalistas e minimalistas se situa em torno da existência ou não dos reinados de Davi e Salomão, já que toda a história bíblica anterior à Monarquia é considerada uma construção póstuma.  Para autores como Philip Davies e Thomas Thompson (tidos como minimalistas), o mais provável é que esses reinados sequer tenham existido, já que não existem fontes arqueológicas que corroborem a existência de uma grande unidade política na Palestina desse período. No entanto, William G. Dever, e Amihai Mazar (tidos como maximalistas) defendem a historicidade dos reis e seus reinos, embora em patamares muito mais modestos do que aqueles desenhados pelo relato bíblico. De toda a forma, as evidências arqueológicas do período são extremamente contrárias à existência de um Grande Reino hebraico nesse período. De acordo com o arqueólogo Amihai Mazar: “nós podemos descrever a Monarquia Unificada como um Estado num primeiro estágio de desenvolvimento, longe de ser um Estado rico e em larga extensão como retrata o relato bíblico”  A ideia da criação dos mitos de Davi e Salomão é explorada detalhadamente por Israel Finkelstein e Neil Asher Silberman 
Trabalhos sobre a inexistência dum estado centralizado israelense na época de Davi e Salomão foram realizados por Jessica N. Whisenant, David Ussishkin, Nadav Na’aman , Margreet Steiner , Whitelam e Franken, Killebrew , entre outros.
Para Philippe Abadie, é necessário ter em mente que a bíblia expressa a forma como os hebreus releram sua própria história, e explicita que a tarefa do historiador é confrontar documentos independentes buscando uma melhor compreensão dum objeto passado. E acrescenta: “Ora, nada disso aqui. Nenhum traço do êxodo nas fontes egípcias... nenhuma menção de um reino israelita poderoso no século X na documentação contemporânea... A Bíblia por único testemunho? Mas o testemunho é confiável?”. Uma visão semelhante é encontrada em William Dever.  Segundo ele, “Aparece com clareza suficiente que todas as histórias do Antigo Israel são agora obsoletas... No que me concerne, meu próximo livro será uma história do Israel Antigo escrita em grande parte sem recurso à Bíblia hebraica, fundamentada na maior parte do tempo sobre os ricos dados arqueológicos que possuímos hoje”.. Hans Barstad , por sua vez, criticou o tom positivista dos debates entre maximalistas e minimalistas, e sugeriu que os estudiosos se voltassem para a análise do gênero literário dos textos antes de tudo.
Segundo Herbert Niehr, “a Bíblia apresenta apenas evidência secundária (ou até terciária) para tudo o que aconteceu antes do exílio. Fontes primárias para a história da Palestina antiga são fornecidas por todos os tipos de vestígios arqueológicos”. Segundo Philippe Abadie, “o relato bíblico é frequentemente recebido como documento de história – o que é invalidado por uma análise mais aprofundada”  Muitos autores, como Jean Soler, apontam as raízes ideológicas do relato bíblico como, por exemplo, no famoso relato  do cerco de Jerusalém por Senaqueribe na época do reinado de Ezequias. Enquanto as fontes extra-bíblicas apontam para a humilhação do rei judeu perante os invasores (o rei teria feito aliança com Senaqueribe, tendo entregue riquezas e suas próprias filhas para livrar o cerco de Jerusalém) o relato hebreu possui uma natureza diferente. Segundo Soler “de acordo com a Bíblia, esse ato de aliança e o pagamento do tributo se situam depois da perda de “vilas fortificadas de Judá” (2 R 18, 13), notavelmente de Lakish, v 14, mas antes do cerco de Jerusalém, o que se torna, assim, incompreensível. Por que razões o rei Senaqueribe, que vinha obter de Ezequias tudo o que desejava, teria posto cerco a Jerusalém?”  Ainda segundo Jean Soler, "a arqueologia de Israel chegou à conclusão de que os hebreus não haviam colocado sua língua por escrito pelo menos até o século IX ou VIII a.C. Se Javé tivesse escrito de seu punho, em hebreu, os dez mandamentos sobre tabuletas de pedra, os hebreus não poderiam ter decifrado essa escrita por muitos séculos! É amplamente aceito hoje que o primeiro pedaço da Bíblia (a versão inicial de Deuteronômio), o quinto livro do Pentateuco atual, data do rei Josias que reinou em Jerusalem na segunda metade do século VII a.C., pouco antes da captura da capital por Nabucodonossor …"

### Crítica redacional
A respeito da crítica redacional, a Bíblia de Jerusalém salienta que a presença de “um problema literário é fato inegável para quem se inclina atentamente sobre os textos. Desde as primeiras páginas do Gênesis encontram-se duplicatas, repetições e discordâncias: dois relatos das origens, que apesar de suas diferenças, contam de maneira dupla a criação do homem e da mulher (1, 1-2,4a e 2,4b-3,24); duas genealogias de Caim-Cainã (4,17 e 5,12-17); dois relatos combinados do Dilúvio (6-8). Na história patriarcal, há duas apresentações da aliança com Abraão (Gênesis 15 e 17); duas expulsões de Agar (16 e 21); três relatos da desventura da mulher de um patriarca em país estrangeiro (12, 10-20; 20; 26,1-11); provavelmente duas histórias combinadas de José e de seus irmãos nos últimos capítulos do Gênesis. Em seguida, há dois relatos da vocação de Moisés (Êxodo 3, 1-4, 17 e 6,2-7,7), dois milagres da água em Meriba (Êxodo 17, 1-7 e Números 20, 1-13); dois textos do Decálogo (Êxodo 20, 1-17 e Deuteronômio 5,6-21); quatro calendários litúrgicos (Êxodo 23, 14-19; 34, 18-23; Levítico 23; Deuteronômio 16,1-16). Poderiam ser citados vários outros exemplos”. As incoerências internas ao texto bíblico são várias vezes apontadas, como em Êxodo 2, 18, “Os textos não concordam quanto ao nome e à pessoa do sogro de Moisés. Aqui temos Ragüel, sacerdote de Madiã; em 3,1; 4,18; 18,1 ele se chama Jetro. Números 10,29 fala de Hobab, filho de Ragüel, o madianita, e Juízes 1,16; 4,11, de Hobab, o quenita”.

## Confusão com críticas à Bíblia
Há entre leigos uma confusão entre o método de crítica histórico-literária da Bíblia com o criticismo (no sentido de atribuir juízo de valor) à Bíblia. A crítica histórico-literária é empregada por exegetas ou teólogos de diferentes persuasão religiosa, desde evangélicos conservadores como Charles Spurgeon ou Bruce Metzger, muçulmanos como Reza Aslan, judeus ortodoxos como Daniel Boyarin, católicos como o papa Bento XVI e mesmo ateus como Bart Ehrman.
Entretanto, a Bíblia não é um livro imune a criticismo. A visão de que a Bíblia deve ser aceita como historicamente exata e como um guia confiável para a moralidade historicamene foi questionada por vários céticos, como Voltaire, Bertrand Russell, Isaac Asimov, Thomas Paine, Albert Einstein , Mark Twain, Robert G. Ingersoll, Christopher Hitchens e Richard Dawkins.
Além dos problemas sobre a moralidade, a concepção de inerrância ou historicidade em alguns círculos religiosos, subsistem algumas dúvidas de quais livros deveriam ser incluídos na Bíblia (cf. cânon bíblico). Judeus ignoram o Novo Testamento, e tanto judeus quanto cristãos em sua maioria desacreditam na legitimidade dos apócrifos do Novo Testamento.